# 歐律狄刻 (安提帕特一世之妻)
歐律狄刻 （希臘語：Εὐρυδίκη; 約前312年以前–前287年），是希臘化利西馬科斯王國公主，後來成為馬其頓王后。

## 家世
歐律狄刻的家族最早是在希臘的色薩利，後來才移居馬其頓，她的祖父阿加托克利斯在腓力二世時受到重用。歐律狄刻的父親是利西馬科斯，他原本是亞歷山大大帝的將軍，也是繼業者的一員，並以色雷斯為基地，開創了利西馬科斯王國。而歐律狄刻的母親是利西馬科斯第一任妻子妮卡亞，出身馬其頓望族是安提帕特之女。歐律狄刻還有一位兄長阿加托克利斯，和一位妹妹阿爾西諾伊。
歐律狄刻的名字來自她的姨媽歐律狄刻，「歐律狄刻」這個名字也跟馬其頓阿吉德王朝有所關聯，它是王室名字。這名字也從她母系來推斷，透露出她的外祖父安提帕特家族是阿吉德王室的遠親。

## 生平
歐律狄刻大概出身在前312年以前，對她的生平早年不清楚，但在一個不確的的時間點，她的父王利西馬科斯把士麥那重新命名為「歐律狄基亞」（Eurydiceia）以榮耀她，但這措施沒有很長久，利西馬科斯也為她發行一套錢幣，正面上是戴著頭紗的歐律狄刻肖像，儘管如此歐律狄刻從未控制過士麥那或其他城市過。主要對她了解是從她結婚過後。
後來利西馬科斯把歐律狄刻嫁給她的表兄弟安提帕特一世，他是馬其頓國王卡山德和王后帖撒羅妮加之子。嫁到馬其頓後，歐律狄刻也因此捲入亞歷山大大帝逝世後，各方勢力角逐馬其頓王位的風波中。
歐律狄刻的丈夫安提帕特在前297年登上馬其頓王位，也這樣歐律狄刻成為他的王后。因為帖撒羅妮加偏愛的關係，馬其頓王國還有另一位共治國王亞歷山大五世，也有另一位王后呂珊德拉，他們統治王國另一部份。然而，安提帕特一世受不了母后帖撒羅妮加過度偏袒弟弟亞歷山大五世，他殺了帖撒羅妮加，並試圖把弟弟逐出馬其頓，試圖單獨統治整個王國。
逃到色薩利的亞歷山大五世向占據希臘的安提柯王朝德米特里一世求援，而於是德米特里向北進軍，殺了亞歷山大五世奪取其軍隊和色薩利地區，並繼續攻佔馬其頓，安提帕特一世無法抵擋，只好帶著歐律狄刻逃亡，於是德米特里成為了馬其頓國王。歐律狄刻和她丈夫只得投奔回故國利西馬科斯處，希求利西馬科斯可以出兵。但德米特里很快就與利西馬科斯搞好關係，這使得安提帕特一世對此相當不滿，他和利西馬科斯爭吵馬其頓歸屬問題，於是利西馬科斯處死了安提帕特。而因為歐律狄刻選折與丈夫站在同一陣營，利西馬科斯毒死了自己女兒。

## 註腳
1. ↑  Ptolemaic Genealogy: Arsinoe I, Footnote 3 的存檔，存档日期2011-11-26.
2. ↑  .   [2012-08-25]. （原始内容存档于2014-04-23）.
3. ↑  Heckel, Who’s who in the age of Alexander the Great: prosopography of Alexander’s empire, p.175
4. ↑  Lightman, A to Z of ancient Greek and Roman women, p.233
5. ↑  Bengtson, Griechische Geschichte von den Anfängen bis in die römische Kaiserzeit, p.569
6. ↑  Heckel, Who’s who in the age of Alexander the Great: prosopography of Alexander’s empire, p.122
7. ↑  Ptolemaic Dynasty-Affiliated Lines: The Antipatrids 的存檔，存档日期2011-07-16.
8. ↑  Chamoux, Hellenistic civilization, p.252
9. ↑  Lund, Lysimachus: A Study in Early Hellenistic Kingship, p.194
10. ↑  Lightman, A to Z of ancient Greek and Roman women, p.128
11. ↑  Lightman, A to Z of ancient Greek and Roman women, p.129

## 來源
- Ptolemaic Genealogy: Arsinoe I
- Ptolemaic Dynasty-Affiliated Lines: The Antipatrids
- Lysimachus’ article at Livius.org （页面存档备份，存于）
- H. Bengtson, Griechische Geschichte von den Anfängen bis in die römische Kaiserzeit, C.H.Beck, 1977
- H.S. Lund, Lysimachus: A Study in Early Hellenistic Kingship, Routledge, 2002
- F. Chamoux, Hellenistic civilization, John Wiley & Sons, 2003
- W. Heckel, Who’s who in the age of Alexander the Great: prosopography of Alexander’s empire, Wiley-Blackwell, 2006
- M. Lightman & B. Lightman, A to Z of ancient Greek and Roman women (Google eBook), Infobase Publishing, 2007